# Borvidék

Magyarország borvidékei

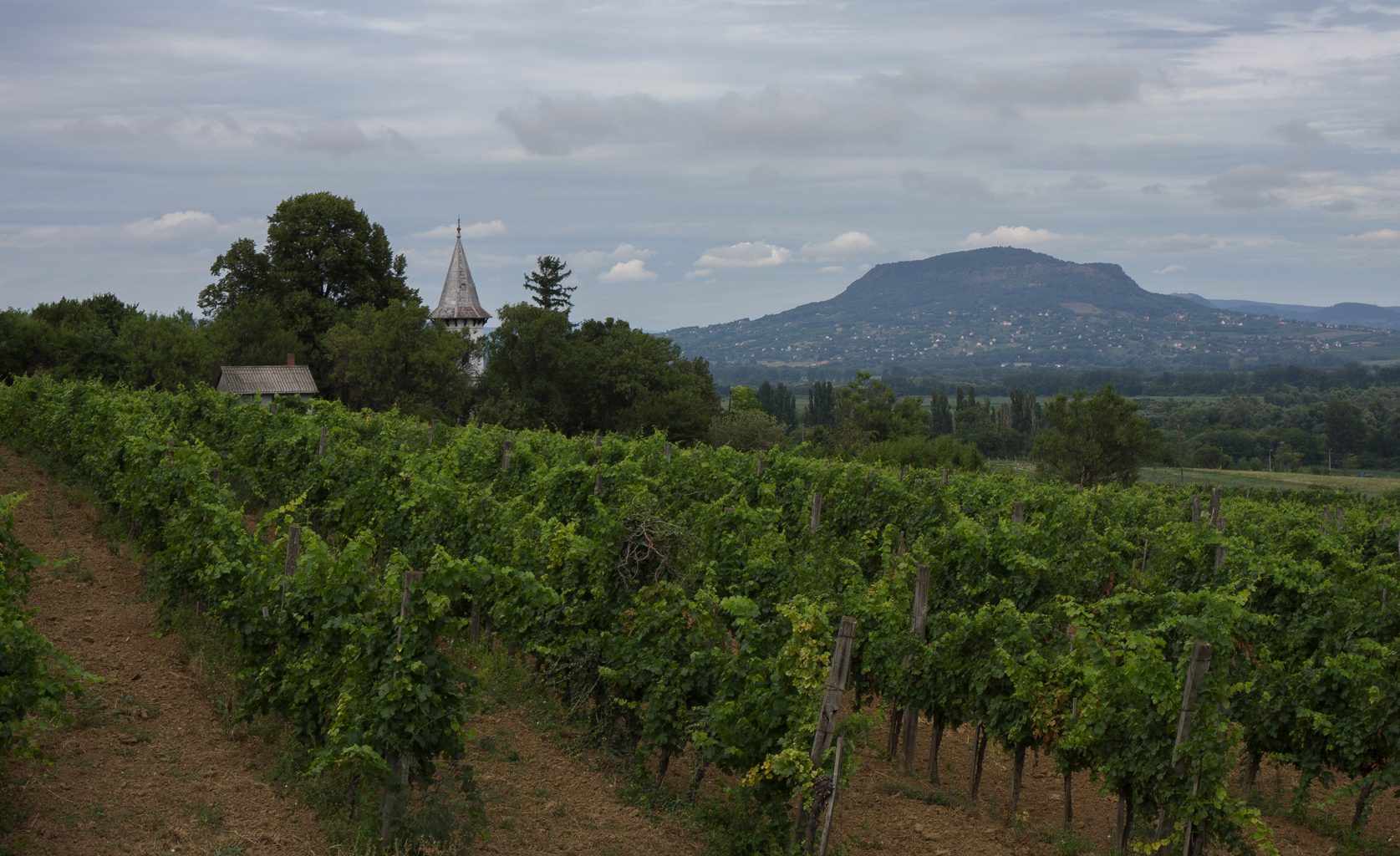
Jellegzetes táj a Badacsonyi borvidéken

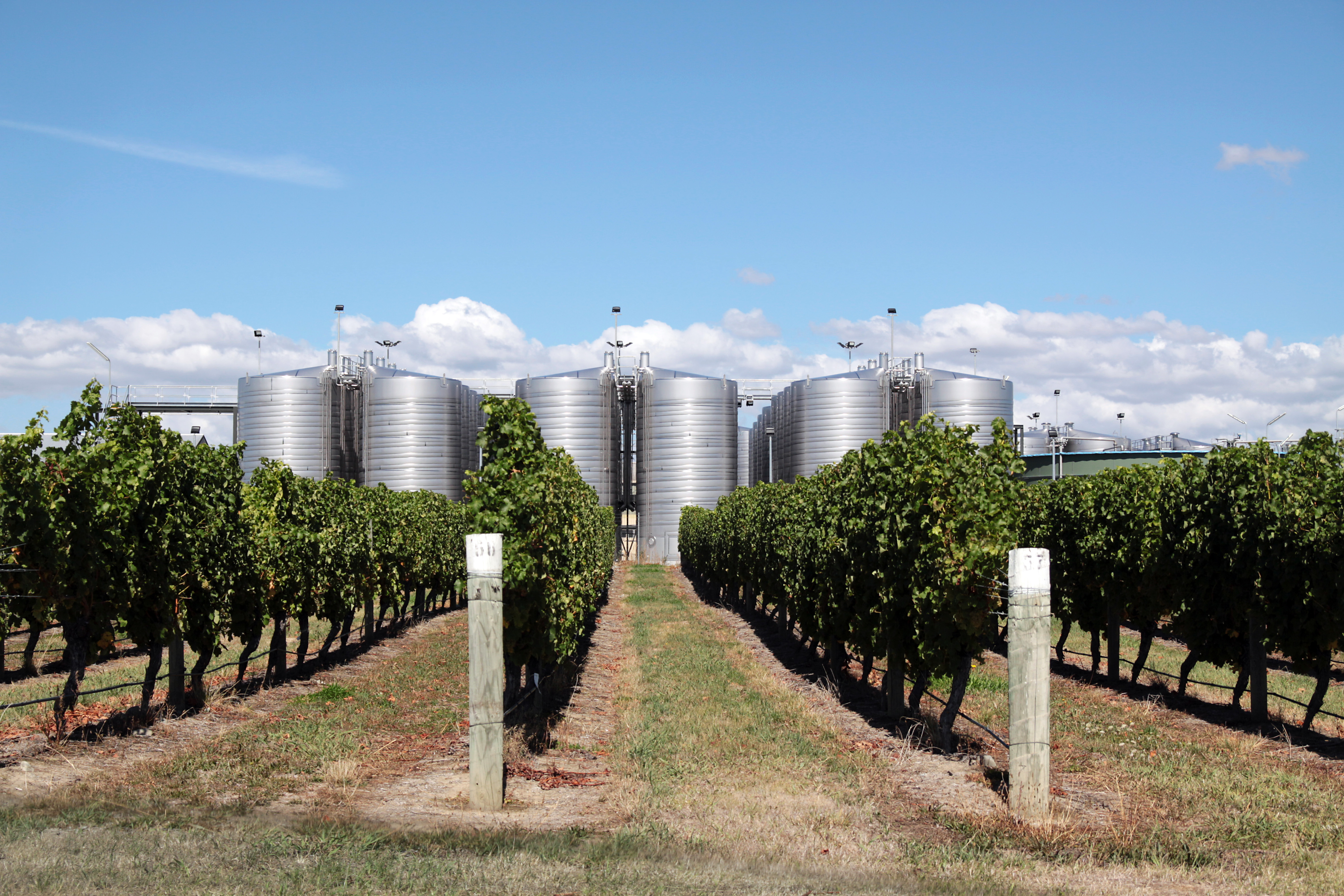
Modern szőlészet az Új-Zélandi Marlborough-i borvidéken

A borvidék olyan, jogszabályban védett szőlőtermesztők és bort előállító pincészetek kultúrtája, amelyen a szőlővel betelepített terület aránya számottevően nagyobb, mint más vidékeken, a szőlőtermelésnek és a borkészítésnek pedig hagyományosan nagy társadalmi és gazdasági szerepe van.
Határait a jogszabály (általában törvény) jelöli ki. A jogszabály megszabhatja, hogy a borvidéken a gazdák milyen szőlőfajtákat telepíthetnek, azokból milyen borfajtákat milyen eljárásokkal készíthetnek. Gyakran meghatározzák az egyes borfajták minősítésének módját és követelményrendszerét is (Franciaország: AOC rendszer, Spanyolország: D.O.-rendszer, Olaszország: DOC-rendszer stb.). Egységes megnevezésük jóformán lehetetlen, mert jogi szabályozásuk módfelett változatos. Egyes jogrendszerekben a borvidékek területe viszonylag kicsi, és ezek földrajzi, illetve közigazgatási egységek szerint elkülönített csoportjait nagyobb egységekbe, ún. borrégiókba vonják össze — ilyen, kétszintes pl. a magyar és a spanyol rendszer, de a spanyol beosztás szerint borvidékek területe nagyjából a magyar borrégiókénak feleltethető meg. Más országokban a szabályozás egyszintű — a francia „terroir” a spanyol borrégióval vethető össze, de magyarra borvidéknek fordítjuk. Ennek úgynevezett körzeteit tekinthetjük a magyar borvidékek analógjainak.
Magyarországon az 1999-ben módosított 1997. évi CXXI. törvény alapján 2016-ban 22 borvidéket tartunk nyilván. Ezeket négy nagy szőlőtermő tájon, illetve hét borrégióban vonjuk össze. Franciaországban 17 borvidéket jelöltek ki; Spanyolország több mint 50 borvidékét 7 régióba vonják össze.

## Története
Minélfogva szükségesnek tartjuk a szőlőknek alkalmatos helyről szólani. A szőlőmivelésre mindig legalkalmatosabb olly emelkedett hegy hegyoldal vagy hegydomb melly a géographiai szélességnek 25 fokától 45 fokáig fekszik mellyen tul a szőlő meg nem érik …a hegynek vagy dombnak akkép kell lenni a természettől hogy az bizonyos területen körülbelől egy mértföldnyire szabadon s téren álljon miről már Virgil is azt mondotta „Apertos Bachus amat colles” úgy azonban tér mellyet a szőlő föd délnek s ha lehet délkeletnek legyen forditva vagy is, hogy azt a nap reggeltől estig folyvást süthesse mellett, hogy az északi szelektől vagy hegy vagy erdő által védve legyen.